# 東アジア共同体研究所
一般財団法人東アジア共同体研究所（ひがしアジアきょうどうたいけんきゅうじょ）とは、日本の鳩山由紀夫内閣時代に国家目標の柱の1つに掲げられた「東アジア共同体の創造」を目的とするシンクタンク。2013年3月15日に発足。
理事長・鳩山友紀夫（第93代内閣総理大臣）の下、理事・所長の孫崎享（元外務省国際情報局長）、理事の橋本大二郎（元高知県知事）、理事・主席研究員の高野孟（ジャーナリスト）、理事の茂木健一郎（脳科学者）を中心にプロジェクト形式で研究活動を行う。

## 概要
友愛の理念に基づく世界平和の実現を究極の目的とする。その目的を達成する手段として、東アジア共同体を構想し、その促進のために必要な外交、安全保障、経済、文化、学術、環境などをあらゆる分野における諸国・諸地域間の協働の方策の研究と環境条件の整備を行う。
東アジア共同体への夢を将来につなぎ、少しでも世界と日本の在り様をあるべき姿に近づけるための行動の一つとして、ニコニコチャンネルにて会員限定の生放送「友紀夫・享・大二郎・孟のUIチャンネル」を配信していた。現在ではYouTubeにて「UIチャンネル 東アジア共同体研究所」を配信している。
2014年4月、沖縄県那覇市に「沖縄事務所」を開設。

## 組織
- 理事長: 鳩山友紀夫
- 理事: 孫崎享（所長）、橋本大二郎、高野孟（主席研究員）、茂木健一郎、波頭亮、緒方修（琉球・沖縄センター長）
- 事務局長: 芳賀大輔
- 特別研究員: 尹星駿、水野智彦